# Слобода (Виноградовский район)
Слобода́ — сельский населённый пункт в Виноградовском районе Архангельской области России.

## География
Слобода находится на правом берегу реки Северная Двина, напротив Двинского Березника, чуть ниже по течению деревни Осиново. По грунтовой  дороге в сторону Усть-Ваеньги следующая деревня Паница, а затем Высокуша.

## История
Эта территория была заселена с древнейших времён — здесь были обнаружены стоянки первобытного человека. По мнению А. Е. Беличенко и А. Г. Едовина, славяне появились в этих местах в X веке, ещё до того, как они были христианизированы, о чём, по их мнению, свидетельствуют курганные могильники, найденных в устье Ваги и ниже на Северной Двине. По другой версии это не могильники, а места для складирования золы от смолокуренных печей. 
В 1641 году Слободская волость подчинялась Усть-Ваге. Затем Слобода входила в состав Усть-Важской волости.
С 2006 года Слобода находится в составе Осиновского сельского поселения.

## Население
| 2002 | 2010 | 2012 |
| ---- | ---- | ---- |
| 101  | ↘64  | ↘59  |

Население деревни, по данным Всероссийской переписи населения 2010 года, составляет 64 человека. В 2009 году в деревня Слобода числилось 72 жителя, из них 37 пенсионеров.

## Достопримечательности
Обелиск погибшим в Великой Отечественной войне.

## Топографические карты
- Топографическая карта P-38-39,40. (Лист Березник)
- Слобода на Wikimapia